# Роман у віршах
Ром́ан у вірша́х — різновид змішаного жанру, що поєднує в собі багатоплановість, епічні принципи розповіді з суб'єктивністю, притаманною ліричним творам.
Роман у віршах став популярним у 19-20 ст. Межують з ним драматична поема, віршована повість. 
Роман у віршах — різновид ліро-епічного (змішаного) жанру, у якому поєднані особливості і ліричного, і епічного зображень, що веде до багатоплановості художнього світу. Межує з драматичною поемою, віршованою повістю. Поширення набув у XIX—XX ст. Зразки роману у віршах: «Дон Жуан» Дж. Байрона, «Євгеній Онєгін» О. Пушкіна, «Марина» М. Рильського, «Маруся Чурай» Л. Костенко. 
В Україні помітне пожвавлення цього жанру спостерігається у 60-70-ті 20 ст. (хоча представлений він і у 30-50-ті: «Марина» М. Рильського, «Червоногвардієць» В. Сосюри) «Поліська трилогія» О. Підсухи, «Молодість брата» Леоніда Первомайського, «Маруся Чурай» Ліни Костенко.